# Papiro P52

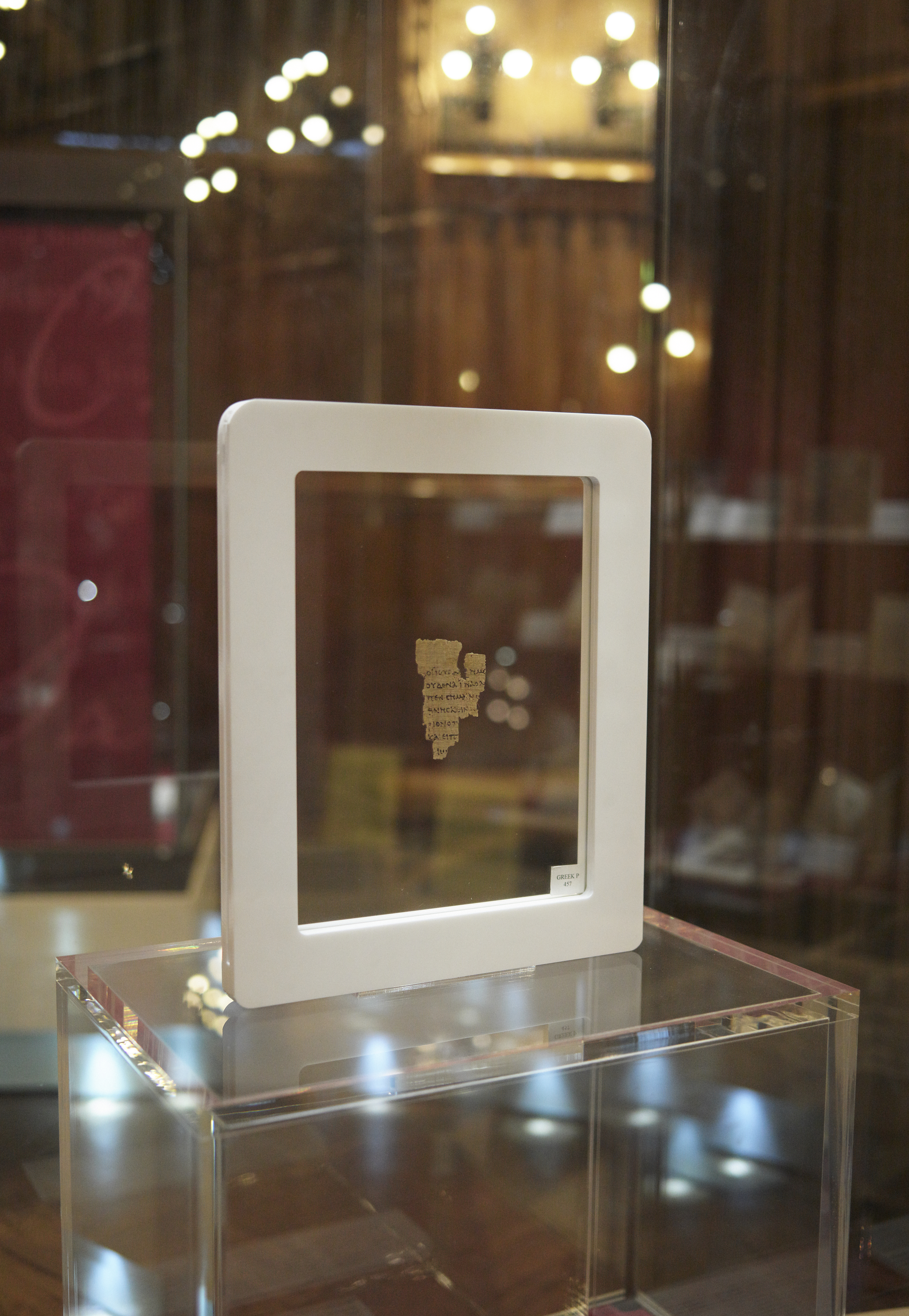
Papiro P52, expuesto en la Biblioteca John Rylands

El papiro P52 o Papiro Biblioteca Rylands {\displaystyle {\mathfrak {P}}}52 (Papyrus Ryl. Gr. 457, i J. Rylands Library),también llamado El fragmento de San Juan, es el trozo de manuscrito escrito en papiro más antiguo conocido del Nuevo Testamento hasta el momento y está conservado en la biblioteca John Rylands, Mánchester, en el Reino Unido. 

## Descripción
Contiene un texto del Evangelio de Juan supuestamente escrito hacia el año 125.Está generalmente aceptado como el extracto más antiguo de un Evangelio canónico, convirtiéndose en el primer documento que, cronológicamente, concierne a la figura de Jesús de Nazaret. La parte delantera del fragmento (anverso) contiene versículos del Evangelio de Juan 18:31-33, en griego, y la parte de atrás (reverso) contiene los versículos 37-38.
Sobre la datación del papiro no existe un consenso entre los eruditos críticos. El estilo de la escritura es fuertemente adriánica, lo que sugeriría una fecha entre el año 125 y el año 160. Pero la dificultad de fijar la fecha solamente por paleografía, de una evidencia basada en un pequeño fragmento permite un lapso de tiempo que se extiende desde el año 100 hasta la segunda mitad del siglo II, lo que, de todas maneras, indica que son unas copias manuscritas bastante cercanas a la época de los hechos allí relatados.
El hecho de que el fragmento fuera descubierto, no en Alejandría, entonces centro financiero y cosmopolita de la provincia romana de Egipto, sino en una ciudad al sur de la región, indicaría para algunos estudiosos la extensión de la labor de copia del texto original.

## Historia
En 1920, Bernard Grenfell y Arthur Hunt habían descubierto en un vertedero en El Fayún,lugar cercano al valle del río Nilo en el desierto del Egipto Medio, un lote de manuscritos que llegaron a formar parte de la colección egipcia de Mánchester, entre los que se encontraba el P 52. Este es catalogado y estudiado en 1934, por Colin H. Roberts en la Biblioteca John Rylands de Mánchester; un año después Roberts hace público su hallazgo.
En 1935, años después del fallecimiento de los descubridores, Henry Guppy, entonces director de la John Rylands, hablaba del lote como un interesante conjunto de documentos históricos y cristianos. Pero la gema de la colección, mencionaba el bibliotecario jefe, es el fragmento del Evangelio de san Juan. Se realizó un cuadernillo de treinta y seis páginas para su publicación con el propósito de hacer el texto accesible a los eruditos.

## Texto del fragmento

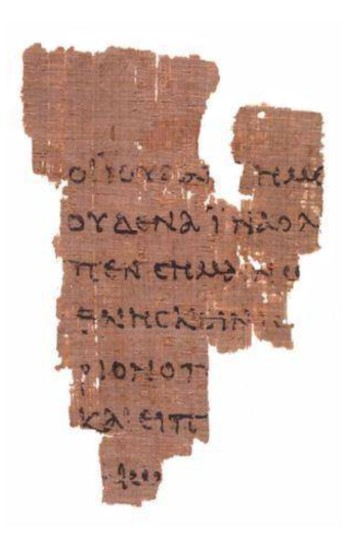
Papiro P52, recto

Texto griego, transliteración al alfabeto latino y traducción al español. Se han marcado en negrita las letras que se pueden leer en el papiro P52.
Evangelio de Juan 18, 31-33 (anverso)

ΟΙ ΙΟΥΔΑΙΟΙ ΗΜΙΝ ΟΥΚ ΕΞΕΣΤΙΝ ΑΠΟΚΤΕΙΝΑΙ
 OYΔΕΝΑ ΙΝΑ Ο ΛΟΓΟΣ ΤΟΥ ΙΗΣΟΥ ΠΛΗΡΩΘΗ ΟΝ ΕΙ-
ΠΕΝ ΣΗΜΑΙΝΩΝ ΠΟΙΩ ΘΑΝΑΤΩ ΗΜΕΛΛΕΝ ΑΠΟ-
ΘΝΗΣΚΕΙΝ ΕΙΣΗΛΘΕΝ ΟΥΝ ΠΑΛΙΝ ΕΙΣ ΤΟ ΠΡΑΙΤΩ-
ΡΙΟΝ Ο ΠΙΛΑΤΟΣ ΚΑΙ ΕΦΩΝΗΣΕΝ ΤΟΝ ΙΗΣΟΥΝ
 ΚΑΙ ΕΙΠΕΝ ΑΥΤΩ ΣΥ ΕΙ ΒΑΣΙΛΕΥΣ ΤΩΝ ΙΟΥ-
ΔΑΙΩN
Texto griego.

OI IOUDAIOI ĒMIN OUK EXESTIN APOKTEINAI
 OUDENA INA HO LOGOS TOU IĒSOU PLĒRŌTHĒ ON EI-
PEN SĒMAINŌN POIŌ THANATŌ ĒMELLEN APO-
THNĒSKEIN EISĒLTHEN OUN PALIN EIS TO PRAITŌ-
RION HO PILATOS KAI EFŌNĒSEN TON IĒSOUN
 KAI EIPEN AUTŌ SY EI O BASILEUS TŌN IOY-
DAIŌN
Transliteración.

Los judíos replicaron: «Nosotros no podemos dar muerte a nadie». Así se cumpliría lo que había dicho Jesús cuando indicó de qué muerte iba a morir. Entonces Pilato entró de nuevo al pretorio y llamó a Jesús y le dijo: «¿Eres tú el Rey de los judíos?»
Traducción al español.

Evangelio de Juan 18, 37-38 (reverso)

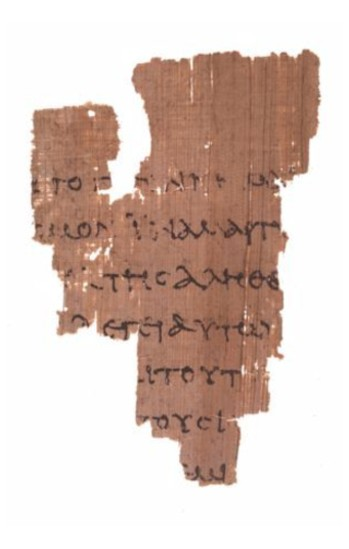
Papiro P52, verso

ΒΑΣΙΛΕΥΣ ΕΙΜΙ ΕΓΩ ΕΙΣ ΤΟΥΤΟ ΓΕΓΕΝΝΗΜΑΙ
 ΚΑΙ ΕΙΣ ΤΟΥΤΟ ΕΛΗΛΥΘΑ ΕΙΣ ΤΟΝ ΚΟΣΜΟΝ ΙΝΑ ΜΑΡΤΥ-
ΡΗΣΩ ΤΗ ΑΛΗΘΕΙΑ ΠΑΣ Ο ΩΝ ΕΚ ΤΗΣ ΑΛΗΘΕΙ-
ΑΣ ΑΚΟΥΕΙ ΜΟΥ ΤΗΣ ΦΩΝΗΣ ΛΕΓΕΙ ΑΥΤΩ
 Ο ΠΙΛΑΤΟΣ ΤΙ ΕΣΤΙΝ ΑΛΗΘΕΙΑ ΚΑΙ ΤΟΥΤΟ
 ΕΙΠΩΝ ΠΑΛΙΝ ΕΞΗΛΘΕΝ ΠΡΟΣ ΤΟΥΣ ΙΟΥ-
ΔΑΙΟΥΣ ΚΑΙ ΛΕΓΕΙ ΑΥΤΟΙΣ ΕΓΩ ΟΥΔΕΜΙΑΝ 
ΕΥΡΙΣΚΩ ΕΝ ΑΥΤΩ ΑΙΤΙΑΝ
Texto griego.

BASILEUS EIMI EGO EIS TOUTO GEGENNĒMAI
 KAI EIS TOUTO ELĒLYTHA EIS TON KOSMON INA MARTY-
RĒSŌ TĒ ALĒTHEIA PAS HO ŌN EK TĒS ALĒTHEI-
AS AKOUEI MOU TĒS FŌNĒS LEGEI AUTŌ
 HO PILATOS TI ESTIN ALĒTHEIA KAI TOUTO
 EIPŌN PALIN EXĒLTHEN PROS TOUS IOU-
DAIOUS KAI LEGEI AUTOIS EGŌ OUDEΜIAN
 HEURISKŌ EN AUTŌ AITIAN
Transliteración.

«Sí, como dices, soy Rey. Yo para esto he nacido y para esto he venido al mundo: para dar testimonio de la verdad. Todo el que es de la verdad, escucha mi voz». Le dice Pilato: «¿Qué es la verdad?» Y, dicho esto, volvió a salir donde los judíos y les dijo: «Yo no encuentro ningún delito en él».
Traducción al español.